# Peñas de San Pedro
Peñas de San Pedro es un municipio español situado al sureste de la península ibérica, en la provincia de Albacete, dentro de la comunidad autónoma de Castilla-La Mancha. Se encuentra a 32 km de la capital provincial. Pertenece a la comarca de la sierra de Alcaraz. Incluye las pedanías de Cañada del Salobral (o Molina), Casa Cañete, El Colmenar, Fontanar de Alarcón, Fontanar de las Viñas, La Fuensanta, La Rambla, El Roble, El Royo, El Sahúco (antiguamente, Saúco), La Solana y El Valero.

## Toponimia
Parece ser que en la época romana fue conocida como Castrum Altum. Ya antes de la ocupación musulmana (que tuvo lugar hacia 928-929) debía tener un nombre similar al actual, apareciendo citada en textos árabes como San Bitru o Sanfiro. En los textos latinos del siglo XIII aparece citada como Rupe Sancti Petri, probablemente haciendo referencia a la denominación anterior a la conquista.

## Geografía
Peñas de San Pedro está situado en el centro de la provincia, entre la sierra de Alcaraz (en las estribaciones del Sistema Bético) y la llanura de La Mancha de Montearagón. En su parte norte el término todavía participa de la llanura manchega, pero pronto el terreno empieza a ondularse anunciando la sierra albaceteña.
El término municipal de Peñas de San Pedro ocupa una extensión de 158,75 km² y se encuentra a 1015 m sobre el nivel del mar. El municipio se incardina dentro de las coordenadas: Latitud: 38°43′36″ N y Longitud: 2°0′7″ 0, siendo sus antípodas naturales la ciudad neozelandesa de Gisborne, más en concreto Poverty Bay.
| Noroeste: Albacete y Pozuelo | Norte: Albacete | Noreste: Albacete             |
| Oeste: San Pedro             |                 | Este: Pozohondo               |
| Suroeste Casas de Lázaro     | Sur: Alcadozo   | Sureste: Alcadozo y Pozohondo |

### Clima
El clima en Peñas de San Pedro es cálido y templado. De acuerdo con Köppen y Geiger este clima se clasifica como Csa, es decir, un clima mediterráneo, el cual cuenta con lluvias estacionales y temperaturas cálidas en verano. Este tipo de clima se da, además de en la cuenca mediterránea, en zonas de Chile, Australia, California y Europa meridional. Este clima se caracteriza por inviernos templados y lluviosos y veranos secos y calurosos, con otoños y primaveras variables, tanto en temperaturas como en precipitaciones. La temperatura media anual en Peñas de San Pedro se encuentra a 12.7 °C. La precipitación es de 463 mm al año. El mes más caluroso del año con un promedio de 22.9 °C es julio. El mes más frío del año es enero donde se alcanzan de media temperaturas de 4.5 °C. La diferencia de precipitaciones entre el mes más seco y el mes más lluvioso es de 47 mm. Las temperaturas medias varían durante el año en unos 18.4 °C.

## Historia

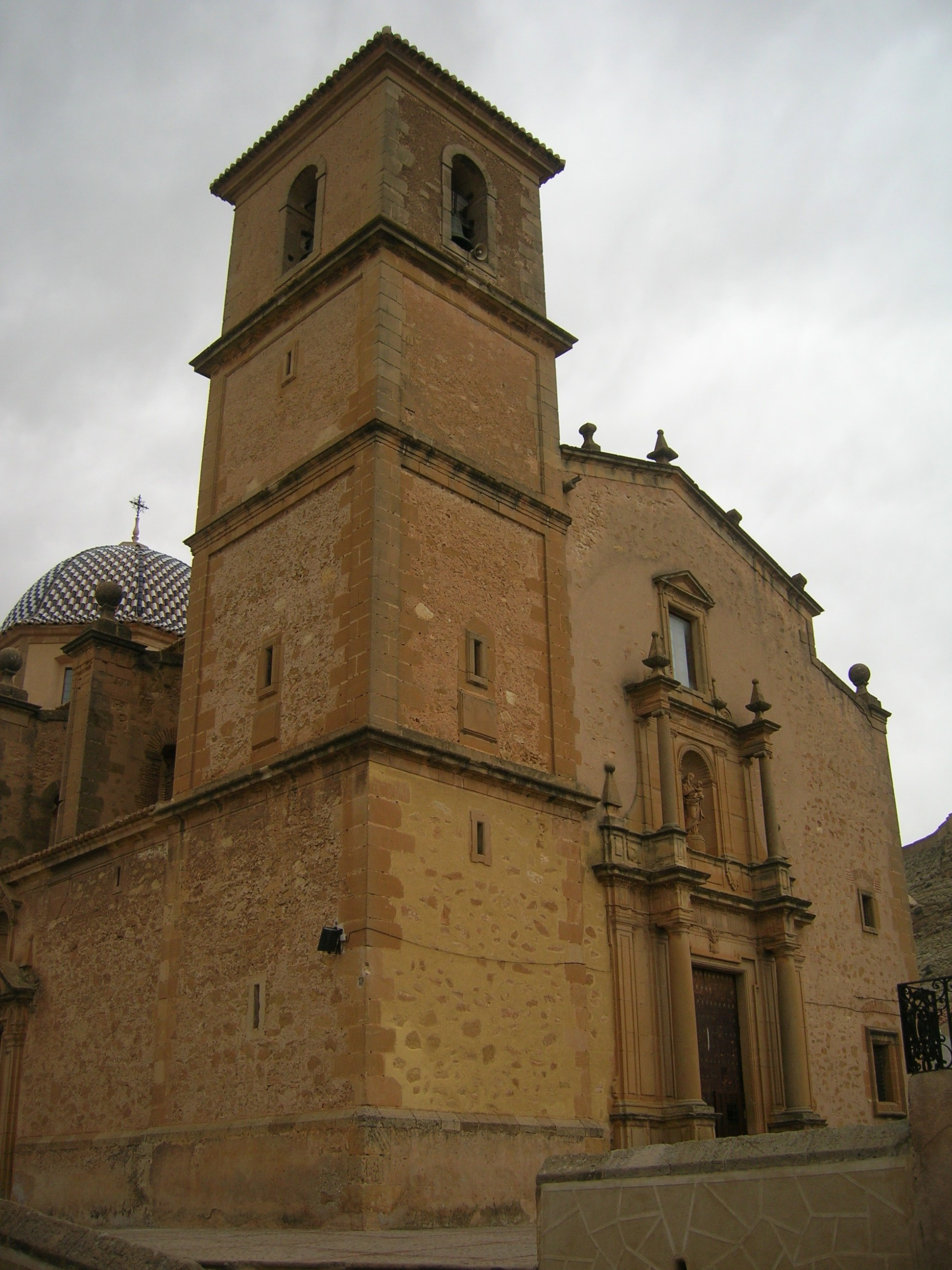
Iglesia de Nuestra Señora de la Esperanza de Peñas de San Pedro

Prácticamente hasta inicios del siglo XIX la historia de Peñas de San Pedro ha estado en relación con su castillo-fortaleza, en cuya cumbre estuvo situada la localidad hasta que los tiempos más tranquilos permitieron que bajara a su actual localización.
El castillo es una impresionante meseta de roca, que se eleva verticalmente casi cien metros desde su base, y casi doscientos sobre la llanura, únicamente accesible por un camino amurallado situado en su lado sur. Todo el conjunto está amurallado y en el interior del recinto se encuentran ruinas de antiguas edificaciones.

### Prehistoria, protohistoria y Edad Antigua
Los orígenes de la localidad son remotos, y hay autores que la identifican ya en relación con el dominio cartaginés. En el Museo Arqueológico de Albacete se conservan dos vasijas cerámicas datadas en la Edad del Bronce halladas en Peñas de San Pedro.

### Edad Media
Durante la Reconquista el castillo cobró importancia al acercarse a esas latitudes la frontera. Hacia 1216-1217 fue fugazmente ocupado por las tropas castellanas, pero aproximadamente un año después el capitán de frontera Muhammad ibn Yusuf ibn Hud al-Yudami (que con el tiempo sería el primer rey de la Taifa de Murcia), al frente de 500 hombres tomó por sorpresa el castillo, escalando de noche la escarpada roca y la muralla, matando al centinela castellano y obligando a rendirse a los defensores tras prender fuego a la puerta de la torre en que habían buscado refugio.
Años después se produjo la definitiva ocupación cristiana, que hubo de tener lugar en fecha algo anterior a la conquista de la taifa. En un primer momento, entre 1244 y 1256 Peñas de San Pedro perteneció al Señorío de Caudete, si bien después quedó integrado dentro del alfoz de Alcaraz, formando parte siempre de la diócesis de Cartagena. En 1242 es entregado el castillo (y con él la aldea) a Sancho Sánchez de Mazuelo, volviendo posteriormente a Alcaraz a cambio de la aldea de Tobarra. En 1305 Alcaraz debe proceder a una nueva repoblación de Peñas de San Pedro, debido a las duras condiciones de vida en lo alto de la roca.

### Edad Moderna
Desde la época de la conquista castellana se produjeron diversos intentos de conseguir la autonomía respecto a Alcaraz, no lográndose el título de villa hasta 1537, bajo el reinado de Carlos I. Por esa época, una vez pasado el peligro de las incursiones musulmanas, debió de empezar el pueblo a descender al pie del castillo.

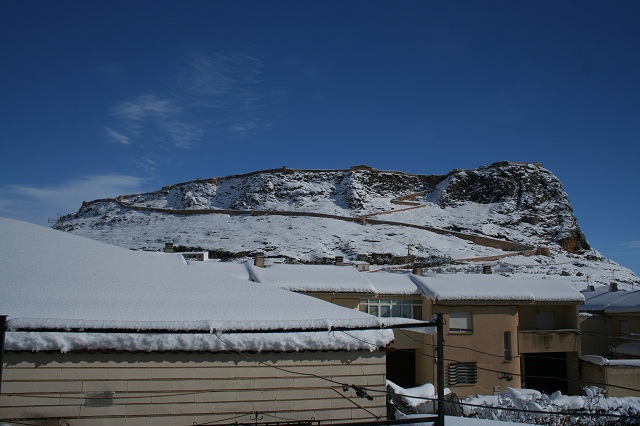
Castillo de Peñas de San Pedro

Aunque en el siglo XVIII todavía vivían vecinos en lo alto de la roca, que conservaba su iglesia, prácticamente toda la población había descendido al pie del castillo, construyéndose el edificio del ayuntamiento, la iglesia de Nuestra Señora de la Esperanza, el pilar (fuente pública que tiene su manantial bajo el castillo) y diversas casas que aún se conservan.

### Edad Contemporánea
Hasta 1833, en que se crea la actual provincia de Albacete, el término municipal de Peñas de San Pedro era muy extenso, ocupando unos 625 kilómetros cuadrados. En esa fecha se produjo la segregación de los actuales municipios de Pozohondo, Alcadozo, San Pedro y Pozuelo.
En 1836, durante la 1.ª Guerra Carlista, el castillo fue ocupado por las tropas del general Cabrera. Por esa época el pueblo, que ya estaba totalmente al pie del castillo, construyó una pequeña muralla alrededor de la localidad para su defensa, de la cual aún se conservan algunos restos. Años después, como consecuencia de la desamortización, el castillo pasó a manos particulares.
En la década de 1970 esta localidad conoció una gran actividad como consecuencia de la construcción en su subsuelo del túnel del Talave, perteneciente al Acueducto Tajo-Segura. Esta importante obra pública hizo que aumentara en esa época la población y mejorara la situación económica de la localidad, aunque con el fin de la obra se produjo un "efecto rebote" con una importante emigración en pocos años.
Actualmente el ayuntamiento, gracias a los ingresos obtenidos por la instalación en sus terrenos de molinos de viento para producir energía eólica, ha saneado sus cuentas y ha construido una piscina, pistas deportivas y plaza de toros. La muralla del castillo ha sido restaurada y en su ladera se han construido viviendas de protección oficial (VPO) promovidas también por el ayuntamiento.

## Demografía
Cuenta con una población de 1466 habitantes (INE 2024).
| Gráfica de evolución demográfica de Peñas de San Pedro entre 1842 y 2021 |
| |
| Población de derecho según los censos de población del INE Población de hecho según los censos de población del INEEntre el censo de 1857 y el anterior, disminuye el término del municipio porque independiza a 02006 (Alcadozo) |

| 2000 | 2001 | 2002 | 2003 | 2004 | 2005 | 2006 | 2007 | 2008 | 2009 | 2010 | 2011 | 2012 | 2013 | 2014 | 2015 | 2016 | 2017 | 2018 | 2019 | 2020 |
| ---- | ---- | ---- | ---- | ---- | ---- | ---- | ---- | ---- | ---- | ---- | ---- | ---- | ---- | ---- | ---- | ---- | ---- | ---- | ---- | ---- |
| 1230 | 1211 | 1188 | 1182 | 1225 | 1222 | 1237 | 1255 | 1283 | 1291 | 1311 | 1356 | 1360 | 1379 | 1405 | 1431 | 1428 | 1436 | 1420 | 1399 | 1394 |

## Administración y política

### Gobierno municipal
La administración local se realiza a través de un ayuntamiento, de gestión democrática, cuyos componentes se eligen cada cuatro años por sufragio universal. El censo electoral está compuesto por todos los residentes empadronados en el municipio de Peñas de San Pedro mayores de 18 años, de nacionalidad española y de los otros países miembros de la Unión Europea. Según lo dispuesto en la Ley del Régimen Electoral General, que establece el número de concejales elegibles en función de la población del municipio, la corporación municipal de Peñas de San Pedro está formada por 9 concejales.
| Candidaturas con representación | Candidaturas con representación          | 2023  | 2023       | 2023 |
| Candidaturas con representación | Candidaturas con representación          | %     | Concejales |      |
|                                 | Partido Popular (PP)                     | 69,27 | 6          |      |
|                                 | Partido Socialista Obrero Español (PSOE) | 29,74 | 3          |      |

A continuación se muestra una lista que recoge los alcaldes de Peñas de san Pedro desde las elecciones democráticas de 1979:
| Alcalde                 | Inicio del mandato | Fin del mandato | Partido | Partido |
| César Moreno García     | 1979               | 1981            |         | UCD     |
| José Bravo González     | 1981               | 1983            |         | PSOE    |
| José Bravo González     | 1983               | 1987            |         | PSOE    |
| José Bravo González     | 1987               | 1991            |         | PSOE    |
| José Bravo González     | 1991               | 1995            |         | PSOE    |
| Antonio Serrano Aguilar | 1995               | 1999            |         | PP      |
| Antonio Serrano Aguilar | 1999               | 2003            |         | PP      |
| Antonio Serrano Aguilar | 2003               | 2007            |         | PP      |
| Antonio Serrano Aguilar | 2007               | 2011            |         | PP      |
| Antonio Serrano Aguilar | 2011               | 2015            |         | PP      |
| Antonio Serrano Aguilar | 2015               | 2019            |         | PP      |
| Antonio Serrano Aguilar | 2019               | 2023            |         | PP      |
| Antonio Serrano Aguilar | 2023               | -               |         | PP      |

## Patrimonio

### Colección museográfica parroquial
Fue a principios de la década de 1970 cuando, a iniciativa de un grupo de jóvenes peñeros con gran inquietud cultural, se inicia el proceso de recuperación y restauración de algunas piezas artísticas y enseres religiosos que se encontraban retirados en cámaras y otras dependencias de la iglesia. La intención de estos jóvenes era la conservación y exposición al público de un patrimonio que forma uno de los conjuntos barrocos más importantes de la provincia. 
El principal elemento de este conjunto es la iglesia parroquial de Nuestra Señora de la Esperanza, que sirve, a la vez, como marco donde se alberga gran cantidad de imágenes escultóricas religiosas, objetos de culto y otros enseres relacionados con la liturgia. Con esta iniciativa se formó el museo parroquial.
Esta labor ha sido retomada recientemente y, con la misma ilusión de aquellos que emprendieron la tarea, se acometió el acondicionamiento de las salas que albergan la exposición dotándolas de medidas de seguridad, iluminación adecuada y unas buenas condiciones para la exhibición de las piezas que componen el museo. El resultado de este trabajo es la reinauguración el día 7 de junio de 2003 de lo que se denomina colección museográfica parroquial de Peñas de San Pedro.
La visita a esta colección se inicia en la entrada principal de la iglesia parroquial de Nuestra Señora de la Esperanza, donde puede leerse una descripción de las características arquitectónicas del templo, y continúa con un recorrido por la nave central y las capillas laterales en las que puede contemplarse una rica imaginería.
Desde el templo se accede a las diferentes salas que albergan la colección museográfica. En la planta baja, junto a la escalera que da acceso a las salas del primer piso, nos encontramos con una exposición de restos arqueológicos hallados en el término municipal (monedas y algunos restos de piezas de cerámica), y piezas de arquitectura procedentes en su mayoría de la antigua iglesia del castillo. Entre estas últimas sobresalen varias claves góticas, bustos de piedra (probablemente imágenes de santos), restos de una labra heráldica, restos de frisos y distintas piedras de molino.
La visita prosigue en la primera planta en la que se encuentran varias salas perfectamente acondicionadas para la exposición. En ellas se puede admirar una colección de objetos de orfebrería religiosa entre los que podemos destacar tres custodias, una de las cuales posee gran valor sentimental ya que fue realizada con las joyas donadas a tal fin por las gentes del pueblo. Además, la colección incluye varios cálices del siglo XVIII ricamente decorados, un incensario con su naveta, copones, coronas y otros objetos utilizados para el culto religioso. Una pieza destacada de esta colección es un plato limosnero de latón del siglo XVI procedente de Flandes.
En una de estas salas se alberga el archivo y la librería, que contiene una colección de libros impresos a partir de mediados del siglo XVI, la mayoría de Teología, moral y vidas de santos. La biblioteca incluye también algunos ejemplares de contenido profano: las obras de Virgilio, libros de medicina, farmacia, gramática, diccionarios, etc. El archivo parroquial de Peñas de San Pedro, con los libros de bautismos, defunciones, cuentas de fábrica y Misas perpetuas, también se halla en esta dependencia y puede ser consultado para su estudio e investigación, previa solicitud a los encargados de la colección museográfica.
En las vitrinas de la sala principal se encuentran expuestos varios misales antiguos, así como libros de coro en pergamino y distintos documentos relacionados con personajes del pueblo, como Juan Nepomuceno de Lera (1755-1831), obispo de Barbastro y Segovia y diputado en las Cortes de Cádiz por la provincia de La Mancha.
El museo alberga en sus salas algunas piezas de especial valor, como una escultura gótica del siglo XV realizada en mármol alabastrino, y varias imágenes de Cristo crucificado de estilo barroco, de los que sobresale uno de marfil. Relicarios, sagrarios y otras piezas bordadas en hilo de oro y pedrería, entre las que destacan los sudarios del Cristo del Sahúco y del Cristo de los Afligidos y el manto de la Virgen de los Dolores, forman también parte de esta colección.
Es necesario mencionar también la colección pictórica de los siglos XVII y XVIII, especialmente algunos cuadros de buena escuela como El Calvario y la Virgen del Rosario. Sobre todo por su gran tamaño destaca la boca porte del camarín con la imagen de Nuestra Señora de la Esperanza, titular del templo.
La colección se completa con dos pequeñas salas que recogen la historia de la milagrosa Cruz del Castillo, cuyos relatos se pueden leer en el libro manuscrito Milagros de la Santa Cruz de la Villa de las Peñas de San Pedro, (1608-1742). Por último la colección se cierra con la sala que alberga algunos recuerdos de la tradición religiosa del Cristo del Sahúco, que durante siglos se ha venido celebrando ininterrumpidamente en Peñas de San Pedro.
Actualmente la colección museográfica parroquial forma parte de la red de museos de la provincia de Albacete.

### Santuario del Sahúco
La aldea del Sahúco alberga el santuario del Cristo, punto de encuentro de los peñeros y peñeras en las fechas señaladas de la traída y la llevada del Cristo del Sahúco. El santuario dispone de un albergue parroquial anejo, ideal para grupos amantes de la naturaleza y del recogimiento, donde todos los años algunos chicos y chicas del municipio y otros pueblos de alrededor se dan cita durante unos días de convivencia en las colonias.
La ermita del Cristo incluye una de las joyas de la arquitectura religiosa del municipio: el camarín del Cristo.
Se trata de una sala de planta octogonal, de delicado estilo rococó dieciochesco, con una rica decoración en rocallas, madera policromada y magníficos dorados. Destinado para albergar la imagen de Cristo crucificado, todos sus elementos decorativos hacen referencia a su pasión y muerte, a excepción de la lámpara central de bronce en forma de planta de calabaza, que simboliza el principio de la vida. Se cierra este conjunto artístico con un suelo de mosaico procedente de Manises, que muestra en su centro el nacimiento de la calabaza como símbolo de la vida.

### Detalles urbanos
En Peñas de San Pedro encontramos un gran número de casas que se podrían calificar de señoriales y cuya distribución interior es muy similar. Este tipo de vivienda dispone primeramente de un cancel o cancela, contrapuerta que ajustada a la puerta de entrada forma una especie de pequeño zaguán, cuya finalidad era resguardar la casa del frío y las corrientes de aire. Le sigue un portal que hace la función de recibidor y distribuidor de las salas de la casa, una pequeña sala de estar a uno de los lados y un salón mucho mayor en el lado contrario. Es de suponer que la pequeña era la salita de diario de los dueños de la casa, mientras que el salón servía para recibir a las visitas. 
Al fondo, después de la escalera que conduce al piso superior, se encuentra la cocina y alguna otra dependencia para el servicio o los trabajadores de la casa. La escalera, en ocasiones con una barandilla de obra, conduce a los aposentos del piso superior, habitaciones muy amplias que suelen disponer de chimenea.
Este tipo de vivienda ha sido muy bien conservada en gran cantidad de casas muy antiguas como algunas de la calle Castillo, Mesones y plaza Mayor.
Merece especial mención la Casa Pintada que se cita en varios documentos y que, probablemente, se corresponda con la de la calle Castillo citada anteriormente, donde se pueden observar restos de una decoración pintada en su fachada a modo de arquitectura fingida. 
Peñas de San Pedro conserva un buen número de arcos y portadas antiguos en las entradas principales de sus casas, en su mayoría de sillería, aunque también hay algunos arcos de ladrillo bien conservados. La decoración y estructura de estas portadas y arcos, muy rica y variada, nos permite disfrutar de algunos detalles de la arquitectura popular de los siglos XVIII y XIX.
Destacan algunos por su originalidad, como los dos arcos apuntados que se conservan en la calle Castillo, y en el callejón del Colegio respectivamente; la portada que hay en la llamada casa del Patuleo de la calle Doña Ana, con dintel y jambas de una sola pieza; la portada de la calle Perete, nos ofrece una magnífica decoración de piedra tallada. El ayuntamiento cuenta también, en su entrada principal, con una magnífica portada de sillería.
En las calles de Peñas de San Pedro hay un buen número de rejas y balcones de forja, algunos de gran antigüedad, con abundante variedad de diseños y decoración. La originalidad e interés de todas y cada una de estas rejas y balcones supone una dificultad a la hora de elegir algunas para su mención, aunque podemos destacar la reja en semicírculo de la calle Ricardo Aranaz, el balcón de la farmacia, en la calle de la Fuente, que conserva la inscripción de la fecha de su construcción en 1709, o las rejas de la placeta de Los Olmos. Algunas de estas rejas ofrecen ricos detalles de decoración y trabajo en forja.

### El Pilar
Fuente pública que fue construida en el año 1773, durante el reinado de Carlos III, cuando la población de Peñas de San Pedro, procedente de lo alto del castillo, se instaló definitivamente en su falda. Se trata de una conducción subterránea de agua procedente, precisamente, de la ladera del castillo y que ha servido durante más de dos siglos de fuente de vida para la población de la villa. El pilar es una construcción en piedra con un caño de salida de agua y dos balsas contiguas donde se almacena, para que las caballerías pudiesen beber al inicio y al término de la jornada de trabajo en el campo. En sus alrededores el suelo está empedrado para evitar el encharcamiento. Una horma la separa de la calle La Fuente y de la placeta del Pilar.
La fuente del pilar ha sido para la población de Peñas de San Pedro sitio de encuentro, lugar de inicio de la actividad diaria y testigo del progreso del pueblo. Desde su inauguración, tal y como puede leerse en la inscripción de su pared principal, el agua proveniente de la base del castillo ha estado fluyendo constantemente de forma generosa para los vecinos de Peñas de San Pedro y visitantes de la localidad durante varias generaciones. La historia de la villa y el paso del tiempo se pueden contemplar en la piedra desgastada por las huellas de los cántaros, cubos y otros recipientes con que los peñeros y peñeras se han acercado a coger agua.

### Plaza Mayor y ayuntamiento
La plaza Mayor, centro neurálgico de la villa, está presidida por el ayuntamiento, una construcción de planta irregular en la que destacan su fachada y la torre del reloj. 
El edificio, declarado Bien de Interés Cultural en el año 1982, es de estilo barroco y consta de dos cuerpos claramente diferenciados por pronunciada imposta sobre la que se asienta el balcón corrido a lo largo de toda la fachada. El cuerpo inferior está constituido por un amplio atrio al que puede accederse a través de cuatro arcos de medio punto, con molduras en el trasdós, que se apoyan sobre pilares cuadrados. Este espacio daba cobijo a la lonja municipal.
El cuerpo superior está formado por una galería porticada de ocho arcos de medio punto, dos por cada uno de los del piso inferior, que se asientan sobre pilares cuadrados en una línea perfectamente armónica con los arcos inferiores.
La torre del reloj, en forma de prisma regular de cuatro caras y de planta rectangular, consta de cuatro cuerpos separados por tres líneas de imposta. Los dos primeros cuerpos coinciden con la estructura de las dos plantas de la fachada principal. El tercer cuerpo alberga el reloj del ayuntamiento. El cuarto y último cuerpo, típico de un campanario eclesial y en el que se alojan las campanas del reloj, se corona con tejado piramidal.

### Casco Urbano
La villa se encuentra actualmente situada al pie del castillo, extendiéndose desde sus estribaciones por un terreno en pendiente hasta la llanura, lo que le confiere unas características urbanas a caballo entre las de La Mancha y las de la sierra. La villa estaba antiguamente protegida por una muralla que, partiendo de la entrada a la peña del Castillo, rodeaba el pueblo hasta el barrio más alto, con tres entradas conocidas como La Puerta de Madrid, La Puerta de Hellín y La Puerta de Bogarra. Actualmente quedan algunos restos de esta muralla que se pueden contemplar mientras se da un paseo por el pueblo.

### Parroquia de Nuestra Señora de la Esperanza
El templo parroquial de Nuestra Señora de la Esperanza se llamó inicialmente de Santa María de la Mayor Esperanza y Santa Librada Mártir, en honor a la Virgen de la Esperanza y a Santa Librada, cuyo martirio en la cruz está representado en la cúpula.
Este hermoso templo de gran volumen y belleza se empezó a edificar a inicios del siglo XVIII, como parte del importante proceso renovador que afectó a la mayoría de las grandes parroquias de la diócesis de Cartagena. Ubicado en el corazón del pueblo, presenta la cabecera a poniente y los pies a levante. 
Construcción y origen
El obispo Luis Belluga y Moncada, en los primeros años del siglo XVIII, mandó “fabricar abajo una iglesia de cuarenta varas de largo y diez de ancho en la forma que lo planteara el maestro mayor del obispado señalando el sitio y todo lo demás que convenga a su hermosura y firmeza de la fábrica”, según aparece en el Libro de cuentas de fábrica, Peñas 89, que se encuentra en el archivo parroquial. Ordena también que se bajen diversos elementos arquitectónicos de la iglesia del castillo para ser utilizados en la construcción de la nueva. Siendo cura don Juan Tomás Luyando se produjo la visita del maestro mayor del obispado, Juan Fernández, para reconocer el terreno y estudiar el asentamiento del templo. Acto seguido y aceptada su ubicación, se compraron cuatro casas y un corral, que se pagaron a sus propietarios ante el escribano Diego García Soriano. 
Con fecha de 16 de junio de 1716 se plantea la obra de la nueva iglesia, bajo la supervisión del maestro mayor Bartolomé de la Cruz Valdés. Se empiezan a demoler las casas, a limpiar el terreno y a levantar el templo, bajo la dirección del arquitecto Cosme Carreras, enterrado, por cierto, en esta villa, y del maestro alarife Pedro Ruiz Almagro. En 1747, cuando se empezó a utilizar para el culto, mandó el señor visitador don Manuel Rubín de Celis al maestro Juan Jesús de Funes, que rematase la obra de la torre. Por el mismo año, se realizó el cierre de la cúpula. Será a finales del siglo XVIII cuando se lleve a cabo una ampliación del templo con la construcción de dos nuevas capillas, comprando, para ello, cinco casas colindantes. El arquitecto y maestro del obispado fue don Lorenzo Alonso Franco. Comenzó la ejecución de la obra un 13 de diciembre de 1794 y se terminó el 27 de mayo de 1797.
Estructura
La iglesia tiene planta de cruz latina de una sola nave, cubierta por una bóveda semicircular, con capillas de planta cuadrada entre los contrafuertes, adosadas e intercomunicadas, por las que puede llegarse al crucero.
Las capillas se abren a la nave central por arcos de medio punto con pilares sin basa, y están cubiertas por bóvedas de arista. Por la cúpula, cuyas dimensiones concuerdan con la amplitud de la nave, la luz penetra resaltando los elementos arquitectónicos. Entre el primer anillo de la cúpula y los arcos torales, encontramos las pechinas, con un medallón en cada una, rodeados por relieves de follaje vegetal de estuco, donde están representados los cuatro Padres de la Iglesia de Occidente: san Agustín, san Ambrosio, san Gregorio y san Jerónimo. El tambor está dividido en tres anillos: entre el primero y segundo tenemos ocho infantes o serafines, y entre ellos elementos decorativos de estuco. Entre el segundo y tercero hay ocho ventanales y ocho santas vírgenes rodeadas de ornamentación de estuco, de las que se identifican claramente dos: santa Quiteria y santa Librada. En el cenit se encuentra un elemento decorativo a modo de florón, compuesto por ocho cabezas de ángeles y abundante decoración dorada, del cual desciende un angelote de yesería privado de alas, que en su tiempo portaría cartela. En los lunetos más próximos a la cúpula, tenemos las imágenes de los tres arcángeles, san Miguel, san Rafael y san Gabriel, y del santo Ángel de la Guarda realizadas en yesería. En los lunetos del presbiterio se encuentran santo Tomás de Villanueva y san Fulgencio.
En la amplia nave central altísimas pilastras, sencillas, con basa, cajeadas y de orden jónico, entre las que se abren las arcadas de las capillas, sustentan el arquitrabe sobre el que infantes de yesería a modo de atlantes sostienen la cornisa y la base de la bóveda. Ésta se halla interrumpida por lunetos en los cuales se abren ventanales rodeados de ornamentos de estuco. En la parte más alta de la bóveda, nos encontramos angelotes alados portadores de cartelas con leyendas que hacen referencia a la Virgen. Todo ello mezclado con remates, ribetes o cenefas de color azul y molduras de color ocre.
En los brazos del crucero, de blancura inmaculada, sencillas pilastras de orden jónico sostienen la cornisa sobre la que descansa la bóveda. En los lunetos de poniente las ventanas son ciegas, mientras que las de levante y las ventanas abocinadas de los frentes dejan pasar totalmente la luz. Entre las mencionadas pilastras de los brazos del crucero hay arcos ciegos de medio punto y en cada uno de ellos, hornacinas ocupadas por diferentes imágenes. Los extremos del crucero son planos y en ellos quedan restos de los retablos gemelos de principios del siglo XIX.
La puerta principal, de estilo barroco y diseñado como si de un retablo se tratara, está dedicada a la Virgen de la Esperanza, patrona del pueblo.
Por encima del arquitrabe se encuentra una hornacina venerada donde se ubica la Virgen de la Esperanza con el niño en brazos. En el dintel de la puerta lateral o de san Pedro, se lee: “SE CONCIVYO ESTA IGLESSIA SIENDO BENEFICIARIO Y CURA PROPIO DE ELLA EL Sr. Dn. Franco JOSEPH GIL MINARO AÑO 1746”. En el vértice de la hornacina puede verse la tiara pontificia, atributo característico de san Pedro. 
Interior
Tras las dos puertas de entrada, la de la Virgen de la Esperanza y la de san Pedro, se encuentran los canceles. Su diseño corrió a cargo de don Juan de Gea, la talla se debe a Ignacio Castells, los herrajes a Fernando Ríos y el ensamblaje a Francisco Gallardo, vecino de esta villa. Una vez en el interior de la iglesia en un recorrido desde la puerta de la Virgen de la Esperanza hasta el crucero, pueden verse sucesivamente, en el lado derecho, las capillas del baptisterio, de la Virgen del Rosario, de san Antonio Abad y de santa Lucía; en el lado izquierdo, se encuentra, en primer lugar, el acceso a la torre y al coro, seguido de la capilla del Cristo de los Afligidos, la puerta de entrada de san Pedro y la capilla de san Francisco Javier.
Preside el altar mayor un grandioso y hermoso retablo de estilo rococó dedicado a la Virgen y realizado a mediados del siglo XVIII. Se encargó del diseño de la planta Juan de Gea y la talla corrió a cargo de Ignacio Castells; doraron el conjunto Francisco y Gregorio Sánchez y la pintura de los cuadros se atribuye a Bautista Suñer.
En la boca del camarín, que ocupa el centro del retablo, se ubica la imagen de la patrona, la Virgen de la Esperanza o la del Cristo del Sahúco, cuando en determinadas épocas del año es traída desde su santuario en la aldea del Sahúco.
A los dos lados de la boca del camarín se encuentran sendas ménsulas adornadas de rocalla sobre las que actualmente reposan dos imágenes de ángeles ajenas al retablo original. A cada lado hay un par de columnas de orden compuesto, perfectamente proporcionadas, apoyadas en repisas y en elevados y curvos basamentos; todo ello adornado por unas perfectas y carnosas tarjas también de rocalla.
En el centro del frontón puede verse una cartela coronada y rodeada de rocalla con una inscripción alusiva a la imagen titular: SPES / NOSTRA / SALVE. Por encima y a ambos lados se sitúan imágenes de ángeles, el sol y la luna.
Completa el conjunto una serie de lienzos con escenas de la vida de la Virgen atribuidos a Bautista Suñer. Siete de ellos circundan el retablo y el octavo, que representa a la Virgen entre ángeles, es la boca porte, destinado a cubrir en los cambios litúrgicos la imagen central del retablo mayor y que en estos momentos se encuentra expuesto en una de las salas del museo. En el lado del evangelio, es decir, a la derecha, y de abajo arriba tenemos el Nacimiento de María, los Desposorios de la Virgen y el Nacimiento de Jesús; en el lado de la epístola, el izquierdo, la Presentación de la Virgen niña en el templo, la Anunciación, la Presentación de Jesús en el Templo y rematándolo todo, la Coronación de Nuestra Señora.
En lo que se refiere a las imágenes, la más antigua del templo es la Virgen de la Esperanza, del siglo XV, en mármol alabastrino, que se encuentra expuesta en la sala principal del Museo parroquial. A los siglos XVII y XVIII pertenece la mayor parte de las obras, un buen número de las cuales se debe a Roque López, discípulo de Salzillo, de finales del siglo XVIII. Entre las esculturas de este autor destacan una talla de san Antonio Abad y otra de san José. Completan la colección un conjunto de imágenes más recientes.
Todas estas imágenes se pueden contemplar visitando la colección museográfica parroquial donde, además, se pueden leer los detalles artísticos de cada una de ellas en las correspondientes cartelas.

El campanario y la campana María
El campanario de la iglesia está actualmente formado por un total de cuatro campanas de diferente tamaño y una matraca, artefacto compuesto por dos tablas dispuestas en forma de aspa con unas mazas de madera entre ellas, cuyo estruendo al girar sustituía en otro tiempo el sonido de las campanas durante la Semana Santa.
Las distintas combinaciones de sonidos de las campanas dan lugar a los diferentes toques cuyo significado concreto es interpretado inmediatamente por los vecinos.
Las campanas más antiguas datan de 1809 y fueron fabricadas por Joseph Rosas, campanero de la villa de Yecla. La campana gorda pesa 64 arrobas (unos 736 kg.) y está entre las más grandes de la provincia. Se conoce popularmente como Campana María, posiblemente porque en ocasiones la campana mayor solía llevar una cartela en la parte superior con la inscripción AVE MARÍA. Esta campana gorda incluye además una inscripción que reza “YO SOY LA MADRE DEL AMOR HERMOSO Y DE LA SANTA ESPERANZA”. La tradición oral cuenta que en época indeterminada cayó desde lo alto de la torre, aunque sorprendentemente no se rompió y fue repuesta en su lugar.
Las huellas de su impacto contra el suelo pudieron verse durante varios años. La campana segunda fue arrojada desde la torre y se partió en dos. Posteriormente fue refundida para volver a su emplazamiento de origen a mediados del siglo XX. Las campanas fueron bendecidas por el obispo de la diócesis Arturo Tavera y Araoz, primer obispo de la diócesis de Albacete.

### El Castillo
Considerado uno de los enclaves defensivos más importantes de la provincia, el Castillo de Peñas de San Pedro (conocido como Rupe Sancti Petri en los documentos latinos medievales) presume de una larga historia desde su inclusión como una de las posiciones fuertes del reino taifa murciano para defender sus límites occidentales frente a las intromisiones de los reinos árabes de Andalucía.
A partir del siglo XIII, tras una expedición promovida por Alfonso VIII, pasa a ser enclave cristiano y objeto de múltiples escaramuzas por parte de importantes personajes de la historia de España. 
A lo largo de los siglos XIII, XIV y XV, bajo la dependencia y dominio de Alcaraz, su población sufre varios altibajos debidos sobre todo a las inhóspitas condiciones que la meseta del castillo ofrecía a sus pobladores, hasta que en la primera mitad del siglo XVI el castillo de Peñas de San Pedro, nombre con el que es designada la localidad en los textos antiguos, consigue llegar a una población superior a los 1900 habitantes, logra su independencia y el título de villa (1537) de manos de Carlos I.
El castillo de Peñas de San Pedro es en realidad una defensa natural amurallada, una impresionante mole de roca en lo alto de un cerro, que culmina en una meseta totalmente inaccesible por tres de sus cuatro caras: el pico de Hellín, tras el castillo y el pico de la Solana. El único acceso amurallado nos conduce fácilmente desde la entrada hasta el perímetro de su meseta y conserva restos de muros de incierta cronología, probablemente de origen islámico, sobre los que se fueron construyendo elementos del castillo propiamente dicho. Entre estos restos destaca un torreón de planta semicircular y algunas almenas de defensa militar.
Dentro del recinto del castillo, en la meseta, hubo una iglesia de la que todavía se pueden observar algunos vestigios. En 1810, según el Diccionario de Madoz, la iglesia se convirtió en cuartel militar y polvorín, que fue posteriormente destruido a consecuencia de una explosión provocada por un rayo. La ermita de la Santa Cruz, del siglo XVI, también se erigía en el castillo como recuerdo de una de las leyendas históricas más sorprendentes de Peñas de San Pedro, recogida en Milagros de la Santa Cruz de la Villa de las Peñas de San Pedro, libro manuscrito redactado entre 1608 y 1742, que se conserva en la colección museográfica parroquial. 
A pesar de la falta de información sobre el valor arquitectónico de estos templos, es posible hacerse una idea contemplando algunos restos bastante bien conservados que se encuentran en el museo parroquial de Peñas de San Pedro, básicamente dovelas molduradas y claves góticas.
La superficie del castillo la ocupaban, además, construcciones para los militares que lo habitaban, viviendas y cuarteles. Hoy en día se pueden observar algunos de sus restos, entre los que destacan varios hornos, la balsa para la recogida de agua de lluvia, los conductos para su canalización y los aljibes de bóveda de cañón para su almacenamiento. 
La muralla para su defensa es de origen islámico y, con una longitud superior a mil metros, rodeaba todo el castillo. En el siglo XIX incluía esta muralla cuatro baterías, Daoíz, Velarde, San Fernando y San Carlos, que estaban situadas estratégicamente para defender el castillo de los ataques enemigos. 
Actualmente el castillo, en fase de restauración, cuenta con un fácil acceso hasta su meseta desde donde, además de contemplar in situ vestigios de la historia de Peñas de San Pedro, se puede disfrutar de magníficas vistas panorámicas tanto de la llanura de Albacete como de las primeras estribaciones de la sierra. También es posible dar un gratificante paseo alrededor de la falda del castillo por el camino recientemente habilitado, y contemplar los restos amurallados de la fortaleza hechos de cal y canto y cantería, de orígenes inciertos, aunque se supone que en su primer trazado pueden remontarse a época islámica.
El 21 de agosto de 1954, durante el Año Mariano, se llevó a cabo la subida de una imagen de la Virgen Milagrosa al castillo de Peñas de San Pedro, por iniciativa de las Hijas de la Caridad de la localidad. Las religiosas Sor Lucía Trigo y Sor Teresa Marcos organizaron una colecta entre los habitantes del pueblo y sus aldeas para cubrir los costos de adquisición de la imagen, que se convirtió en un símbolo de devoción para la comunidad. Cabe destacar que la Virgen Milagrosa es la patrona de las Hijas de la Caridad, lo que refuerza la importancia de este acto para la congregación.
En 2004, con motivo del 50º aniversario de este acontecimiento, se realizó una restauración in situ de la imagen, elaborada en cemento. Esta iniciativa fue promovida por Sor Inés, quien impulsó la conservación del emblemático monumento religioso.

## Cultura

### Santísimo Cristo del Sahúco
La manifestación popular más importante de Peñas de San Pedro es la traída y la llevada del Santísimo Cristo del Sahúco.
Cada primavera, el lunes de Pentecostés, tiene lugar el traslado de la imagen del Cristo desde su santuario, en la aldea del Sahúco, hasta la entrada de Peñas de San Pedro. Para ello, decenas de jóvenes ataviados con pantalón y camisa blanca y con una faja azul o roja, fuertemente enrollada alrededor del abdomen, llevan la imagen, previamente introducida en una urna de madera con forma de cruz, corriendo, haciendo tres paradas en los aproximadamente 14 km de recorrido.
En tan particular romería, los andarines, que así se llama a quienes llevan al Cristo a la carrera, se dividen en "parejas" de cuatro miembros, que se relevan en portar la urna que contiene al Cristo. De esta forma todos los andarines hacen el recorrido desde el santuario hasta el pueblo a la carrera, pero solo portan al Cristo el trecho que les corresponde.
A la entrada de Peñas de San Pedro, donde hay una cruz de piedra conocida como la "cruz del Cristo", miles de personas, de Peñas de San Pedro, de los pueblos limítrofes y de otras procedencias, aguardan la llegada del Cristo. Cuando llegan, exhaustos, los andarines entre el delirio popular, la imagen del Cristo del Sahuco es sacada de la urna, subida sobre sus andas y llevada en procesión hasta la iglesia del municipio.
Allí permanecerá hasta que el día 28 de agosto, con los primeros rayos del sol, vuelva a ser llevada a su santuario por un grupo de andarines más numeroso que en primavera. En torno a ese día 28 de agosto tienen lugar las fiestas del municipio.

### Romería del Santísimo Cristo del Sahúco
Tradición de origen remoto de cuyo inicio no hay datos documentados.
La Romería del Santísimo Cristo del Sahúco dejó de celebrarse en la década de 1960 por causas desconocidas, y fue recuperada a finales de la década de 1980. Desde entonces se celebra todos los años el primer domingo de mayo, con una participación de romeros cada vez mayor.
Los romeros salen de Peñas de San Pedro a primeras horas de la mañana en dirección al Sahúco. Un paseo muy agradable de 15 km disfrutando de la naturaleza y la vegetación de las estribaciones de la sierra. A la llegada al santuario se celebra la ofrenda de romero al Cristo del Sahúco, tras la cual los participantes en la romería se disponen a pasar un día de recreo en el campo; sacan sus meriendas, preparan sus comidas y comparten con amigos y familiares los manjares preparados para este día.
Por la tarde se oficia la Misa en el santuario del Sahúco y la procesión en honor al Cristo.

### El Corpus Christi
El Corpus Christi es una festividad religiosa que popularizó el Papa Clemente V en el siglo XIV, la cual se celebra en la localidad el domingo siguiente al de la Santísima Trinidad (antiguamente se celebraba el jueves).
Los preparativos se inician por la mañana con el engalanamiento de balcones y ventanas; se levantan altares a lo largo del recorrido de la procesión por calles y plazas del pueblo. Alfombras de cantueso, mejorana y tomillo cubrirán las calles esperando su paso.
Por la tarde dará comienzo la solemne procesión con el sacerdote que transportará la custodia bajo palio, al tiempo que los niños y niñas que han tomado la Primera Comunión ese año serán acompañantes distinguidos en la procesión. Las niñas portarán canastillas repletas de pétalos de rosa que arrojarán al paso de la custodia.
Los acordes del Himno Nacional saludarán su salida del templo parroquial mientras una lluvia de pétalos son lanzados al aire acompañados de cánticos sagrados.
El sacerdote irá parando en cada uno de los altares del recorrido, y después de breves oraciones impartirá la bendición al pueblo mientras nuevas lluvias de pétalos olorosos saludarán la custodia.

### Nuestra Señora de la Esperanza
Nuestra Señora de la Esperanza es la patrona de Peñas de San Pedro y su fiesta se celebra el día 18 de diciembre. Posiblemente la devoción a la patrona se remonte a los tiempos cuando la población residía en lo alto del castillo, por el siglo XV o XVI. 
Recuperada recientemente, la celebración consiste en una misa que finaliza con la salve cantada. Es tradicional la visita a los enfermos, a quienes se les entrega un presente en recuerdo de la celebración de la patrona.
Finalizada la festividad religiosa todos los vecinos y visitantes se reúnen en torno a una cuerva popular y unos aperitivos para confraternizar.

### Santa Lucía
Santa Lucía se celebra el 12 de diciembre. Los habitantes del pueblo preparan sus luminarias, que serán consumidas por el fuego en el anochecer de este día, víspera de santa Lucía, abogada de la vista. Ya de mañana son muchas las gentes que salen al campo para traerse su haz de romeros o bojas para quemar en la luminaria –hoguera– de la noche. Otros traen cargas de ramas de pino verde.
En plazas y calles van apareciendo las luminarias: montones de leña verde –“cuanto más humo salga, mejor”– sin que falten a veces maderas o muebles viejos que han de arder entre el jolgorio de los más jóvenes y las miradas complacientes de los mayores.
Se inicia el encendido de las hogueras al toque de campanas. Familias y amigos se reunirán alrededor de su luminaria preferida, saludando con vítores a la Santa, y suplicando a la misma que les proteja la vista. Después de los primeros momentos, se impone la visita a otras luminarias. 
Los más jóvenes y atrevidos demostrarán sus cualidades atléticas y su valor, saltando por encima de las hogueras entre el humo y las llamas. Algunos sufrirán ligeros chamuscones y todos sentirán el lagrimeo de sus ojos a causa de las bocanadas de humo al impulso del soplo del viento.
La fiesta continuará durante gran parte de la noche cuando ya consumidas las luminarias por la voracidad del fuego, sea el momento indicado de probar la zurra y el aguamiel. Las mujeres mayores jugarán la tradicional perejila, los hombres se juntarán para la partida de julepe mientras los más jóvenes bailarán hasta bien avanzada la noche, incluso hasta que los primeros albores de la aurora indiquen la llegada del nuevo día.

### El Rosario de la Aurora
Otra manifestación religioso-cultural del municipio es el Rosario de la Aurora, que tiene lugar en la madrugada de cada domingo del mes de octubre. Está relacionada con la tradición de las cuadrillas de auroros de la Región de Murcia. Una cuadrilla de hombres, con guitarras, acordeones, bandurrias y otros instrumentos salen cantando, recorren las calles llamando a la gente que duerme en sus casas para que acudan al Rosario de la Aurora, el cual tiene lugar al alba, cuando se lleva en procesión a la imagen de la Virgen del Rosario por las calles mientras se reza el Rosario cantando.

### Tradiciones perdidas
La Ascensión
El día de la Ascensión, de gran tradición y popularidad, era muy importante en la localidad puesto que se celebraba la Primera Comunión. Los niños y niñas que esperaban recibir su primera Comunión eran los protagonistas de una ceremonia que se iniciaba con la procesión desde el convento de las Hermanas de la Caridad de San Vicente de Paúl hasta la iglesia, donde los niños y niñas eran presentados en el altar por otros niños vestidos de ángeles. Llegado el momento cumbre de la ceremonia los niños se acercaban por parejas a tomar la Comunión, organizados por las hermanas a golpe de chasca (especie de cajita de madera que al abrirse y cerrarse produce un golpe seco para llamar la atención). Tras el acto religioso todos los niños y sus familiares se reunían en el patio de las hermanas para compartir una apetitosa chocolatada acompañada de magdalenas, bollos, bizcochos y otros dulces preparados por sus madres. 
La Candelaria
La Candelaria –de candelas– era una simpática fiesta celebrada en honor de Nuestra Señora el día de la Purificación. Esta fiesta se conmemoraba con una sencilla celebración dirigida por las Hermanas de la Caridad y con el protagonismo de los niños que habían recibido por primera vez a Jesús Sacramentado el año anterior. Un coro de niños con sus limpias voces servía para realzar el acto. En la mañana del día 2 de febrero se oficiaba una Misa en la parroquia con la presencia de niños y niñas luciendo sus vistosos vestidos de Primera Comunión quienes protagonizaban una procesión desde el atrio de la iglesia hasta las gradas del presbiterio portando las ofrendas. Iniciaba la marcha una niña llevando una hermosa tortada adornada con velas; dos pasos más atrás seguían dos niños portando un pichón blanco cada uno para realizar la ofrenda que se hace al Señor en el ofertorio de la Misa. Escoltando a los portadores de las ofrendas, otras dos niñas de mayor edad, con túnicas blancas y alas sujetas a la espalda semejando ángeles, los guiaban hasta el altar. Seguía a continuación el resto de niños y niñas portando velas encendidas en silenciosa y emotiva procesión. Una vez terminada la Misa se procedía a la rifa de la tortada cuya recaudación, obtenida de la venta de papeletas, se dedicaba a limosnas. 
San Antón
El sentir popular considera a san Antonio Abad como abogado y protector de los animales domésticos. Su fiesta se celebra el 17 de enero. En el pueblo la conmemoración festiva comenzaba con el traslado procesional de su imagen desde la iglesia parroquial hasta su ermita en el cementerio viejo, donde se oficiaba una solemne Misa en su honor. Terminada la Santa Misa el sacerdote, revestido de sobrepelliz y estola, salía a la puerta de la ermita para bendecir con agua bendita a los animales que los vecinos le iban presentando: mulas, asnos, caballos, perros, etc. Se hacía necesario que las caballerías diesen varias vueltas alrededor de la ermita del Santo para pedir sus favores y dar gracias por los que ya había recibido. A la caída de la tarde el Santo regresaba en procesión a la parroquia. Como dato curioso e interesante mencionaremos en esta conmemoración al llamado gorrino de san Antón. Era este un cerdo pequeño que todos los años por primavera una familia del pueblo donaba al Santo para solicitar su favor, o por otras causas. Suelto y libre por las calles del pueblo, recibía las atenciones de los vecinos: aquí unos granos de cebada, allá unas panochas, en otra casa un poco de amasao y el agua necesaria. Siempre había algún vecino que le daba cobijo para pasar la noche. Llegado el día de san Antón se procedía a su rifa, destinando los donativos para arreglos en la ermita. 
La Santa Cruz
La devoción a la Santa Cruz, era la tradición más antigua de la localidad, anterior al Cristo del Sahúco. Viernes de Cuaresma de mediados del siglo XV. Dos piadosas jóvenes recorren en el castillo las estaciones del Vía Crucis esperando conseguir las indulgencias que la Santa Madre Iglesia concede a sus devotos. Al llegar a una de las estaciones, observan con asombro y dolor que en uno de los pasos falta en su peana la correspondiente cruz. Deseando reparar tan significativa falta vuelven presurosas a su casa para darle a ello solución. Encuentran allí un ramo de olivo bendito de la Misa del Domingo de Ramos anterior y cogiendo dos tallitos los cruzan formando una cruz, que sujetan con un hilo de lana. Colocan esta cruz sobre la peana correspondiente. Años después, muertas ya las dos devotas mujeres, se procede a renovar las peanas y cruces de todo el recorrido del Vía Crucis. Encuentran la cruz de olivo bendito tal como la habían dejado las mencionadas doncellas y deciden colocarla para su conservación en uno de los altares de la iglesia del castillo. En la noche del domingo 24 de mayo de 1517, una tormenta con profusión de truenos y relámpagos acompañados de fuertes ráfagas de lluvia se acercaba al castillo. Un grupo de curiosos, salieron de sus casas para presenciar la tormenta; de pronto, a la luz de un relámpago, vieron como la cruz de olivo bendito puesta en el pico de Hellín dos años atrás, se iluminaba con tres llamas de lumbre que salían de sus brazos; prodigio que se repetiría horas después a la vista de numerosas personas incluidos clérigos y escribanos. Desde entonces la Santa Cruz sería centro de adoración de las gentes y hacedora de milagros. Para preservarla de deterioros o roturas, se le hizo un estuche de madera noble, que posteriormente sería sustituido por otro de plata donada por una piadosa señora. La tradición oral cuenta (también permanece escrito) como habiendo sido bajada la Santa Cruz desde su ermita a la iglesia parroquial, ésta se volvió durante la noche misteriosa y milagrosamente a su ermita del castillo. Para celebrar tan feliz acontecimiento, se sacó en procesión la Santa Cruz para bañarla en la fuente situada al pie de la peña. Después de bañada se celebró una Misa solemne y se devolvió en jubilosa procesión a su ermita del castillo. La tradición conservó esta costumbre y todos los años, el día 2 de mayo, la Santa Cruz se bajaba en procesión a la parroquia, donde era recibida por el párroco a la puerta de la iglesia mayor con cánticos. Luego, al día siguiente, en multitudinaria procesión llevaban la Santa Cruz a la fuente (el Pilar) situada al fondo de la plaza Mayor, donde un altar levantado en su honor esperaba su llegada. Una vez allí, en breve ceremonia era bañada en las aguas de la fuente para su bendición y, a continuación, se introducía en cada una de las numerosas vasijas que las mujeres del pueblo habían colocado sobre el altar con el deseo de obtener y guardar el agua bendita de este modo. Más tarde se bendecían los campos y se oficiaba la Misa Mayor, trasladándose después la Santa Cruz de nuevo a su antigua casa. 
San Blas
La celebración de la festividad de San Blas se remonta probablemente al siglo XVIII, época de la que data la imagen de este santo que se encuentra en el museo parroquial que tuvo, incluso, su propia ermita en la calle Pedregosa. La fiesta consistía básicamente en la celebración, el día 3 de febrero, de una Misa con presencia de la imagen del santo en el centro del altar. Los fieles asistían a la ceremonia con una vela en la mano para ponerla a los pies del santo, a quien se invocaba particularmente para remediar las afecciones de garganta.